# Gaspar Astete

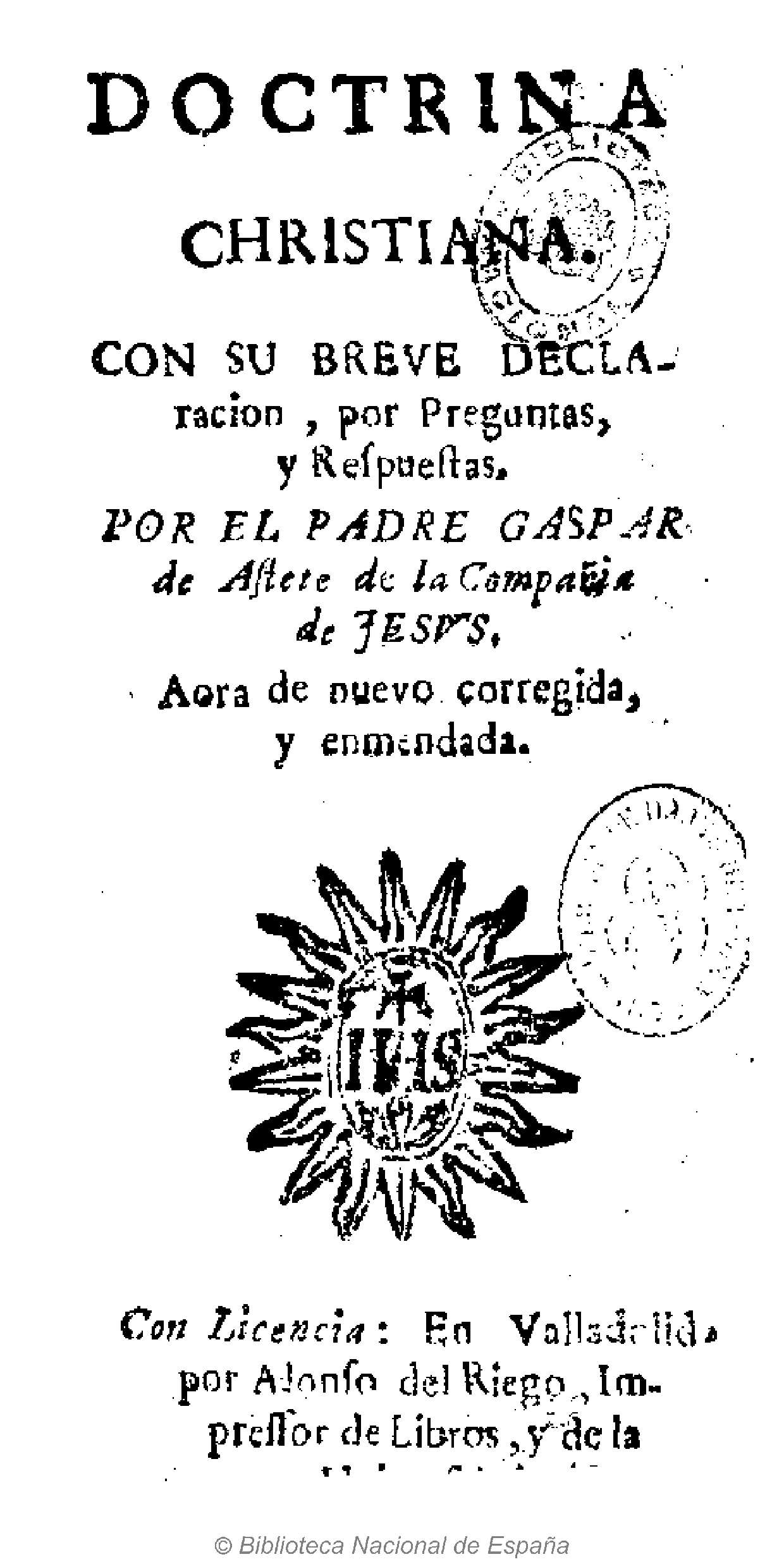
Portada de la Doctrina christiana de Gaspar de Astete, en la edición de 1700.

Gaspar de Astete (Coca de Alba, Salamanca, 1537 - Burgos, 30 de agosto de 1601) fue un jesuita, teólogo y catequista español, conocido por su obra más difundida Catecismo de la Doctrina Cristiana y al cual se denomina con su apellido, el Astete.

## Datos biográficos
Aunque nació en Coca de Alba, Gaspar Astete consideraba que Salamanca era su auténtica cuna, pues allí se había criado y en su universidad obtuvo el grado de bachiller y estudio teología, aunque continuó estos estudios en la Compañía de Jesús, donde ingresó el 1 de julio de 1555; fue ordenado sacerdote y profesó los 4 votos en 1571.
Enseñó Filosofía, Humanidades, Arte y Teología Moral, y desempeñó diferentes cargos dentro de la Compañía de Jesús en distintas ciudades: como rector del colegio de Villímar en 1593 y del colegio de Burgos en 1601; Medina del Campo, Salamanca, y Roma. 

## Obras
Su obra más conocida se publicó con el título Doctrina cristiana y documentos de crianza, después llamado Catecismo de la doctrina cristiana, pero conocido y memorizado por los fieles católicos de media España hasta fechas muy recientes como Catecismo del padre Astete; una difusión compartida con el Catecismo del padre Ripalda).
La edición más antigua del Astete de que se tiene noticia es de 1599, aunque distintos documentos muestran que ya antes de esa fecha existía un catecismo similar del P. Astete. Se sabe de un texto publicado en Madrid en 1587 con el título de Interrogaciones para la Doctrina Cristiana, por modo de diálogo.
Garpar Astete publicó, además, las siguientes obras:
- El modo de rezar el Rosario, Salmos y oraciones, Burgos, 1593
- Del gobierno de la familia, Madrid, 1597.
- Del estado de Religión, Valladolid, 1603.
- Gobierno de la familia y estado de viudas y doncellas, Burgos, 1603.